# Bukovče
Bukovče (kyrillisch Буковче) ist ein Dorf in der Opština Negotin und im Bezirk Bor im Osten Serbiens. Es liegt am Fluss Jasenička Reka und ist mit dem Dorf Kobišnica verbunden. In der Nähe des Dorfes befindet sich das große Kloster Manastir Bukovo.

## Geschichte
Das Dorf wurde erstmals schriftlich in türkischen Aufzeichnungen des Jahres 1530 erwähnt.
Damals hatte das Dorf 50 Häuser, 1586 hatte es 16, und während der österreich-ungarischen Herrschaft 1736 hatte es 80 Häuser.

## Einwohner
Laut Volkszählung 2002 (Eigennennung) hatte das Dorf 1442 Einwohner.
Weitere Volkszählungen:
- 1948: 2.676
- 1953: 2.765
- 1961: 2.702
- 1971: 2.677
- 1981: 2.658
- 1991: 2.399